# Chrysopa
Chrysopa – rodzaj sieciarek z rodziny złotookowatych (Chrysopidae), dla której jest typem nomenklatorycznym. Obejmuje gatunki o holarktycznym zasięgu występowania. 
Jest jedynym rodzajem z rodziny Chrysopidae, którego nie tylko larwy, ale i postacie dorosłe (imagines) są drapieżnikami. U pozostałych złotooków drapieżne są tylko larwy, podczas gdy imagines żywią się pokarmem roślinnym. Niektóre bardziej żarłoczne gatunki Chrysopa są uznawane za drapieżców znacznie ograniczających populacje wielu szkodników upraw, zwłaszcza mszyc.
Początkowo do tego rodzaju klasyfikowano większość opisywanych naukowo złotooków. Za kryterium przyjmowano niemal wyłącznie użyłkowanie skrzydła. Dopiero badania rozwoju larw oraz morfologii narządów rozrodczych umożliwiły reklasyfikację wielu gatunków. Łącznie z synonimami w rodzaju Chrysopa sensu lato umieszczono około 1000 nazw gatunkowych. Obecnie wiele z nich zalicza się do innych rodzajów rodziny Chrysopidae, m.in. Chrysoperla i Mallada.
Jedną z cech diagnostycznych u niektórych gatunków jest występująca u podstawy każdego z czułków ciemna obwódka. W chłodniejszych strefach klimatycznych zimują larwy. Podrażnione imagines niektórych gatunków wydzielają cuchnący zapach.

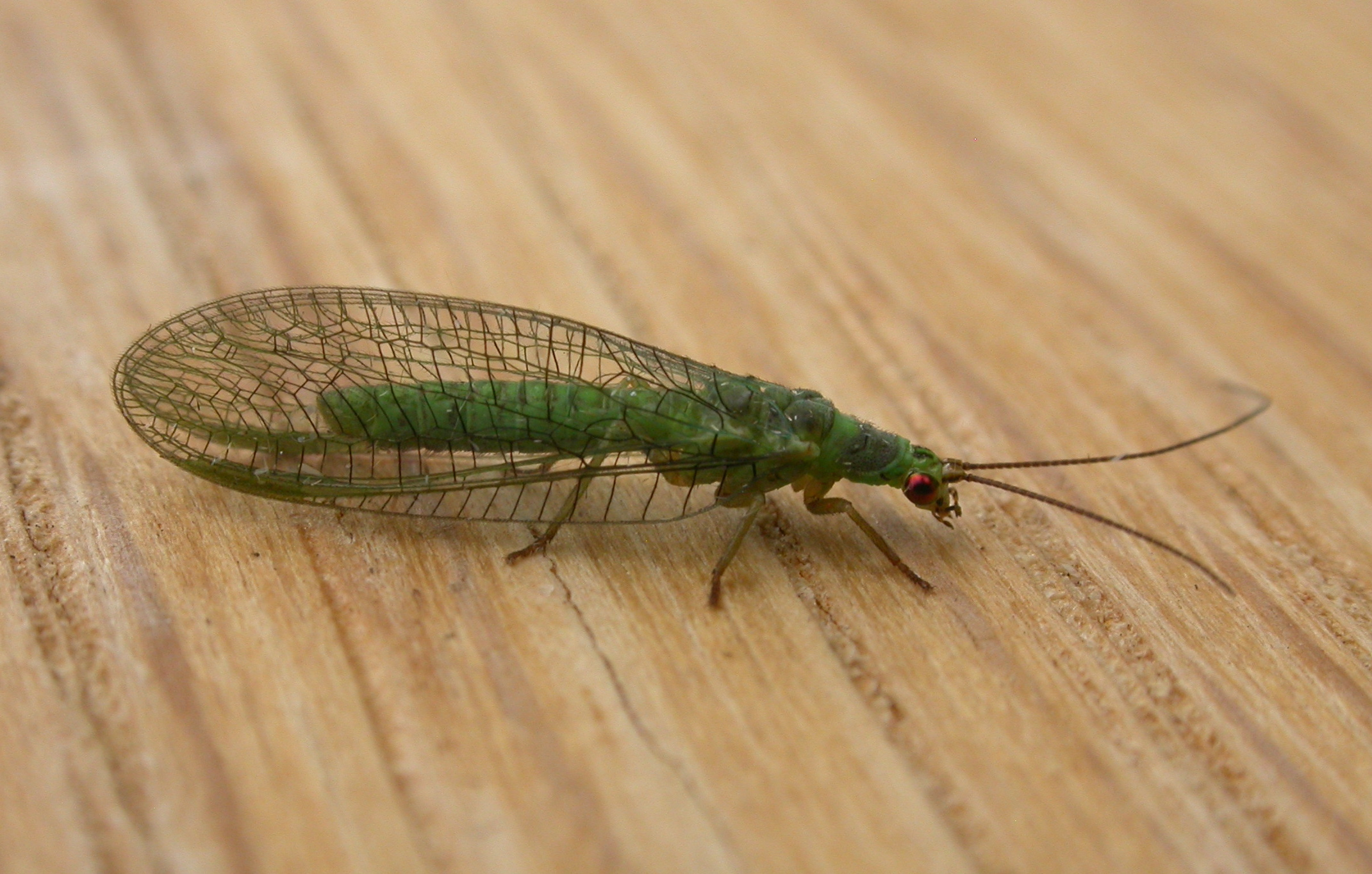
Chrysopa signata

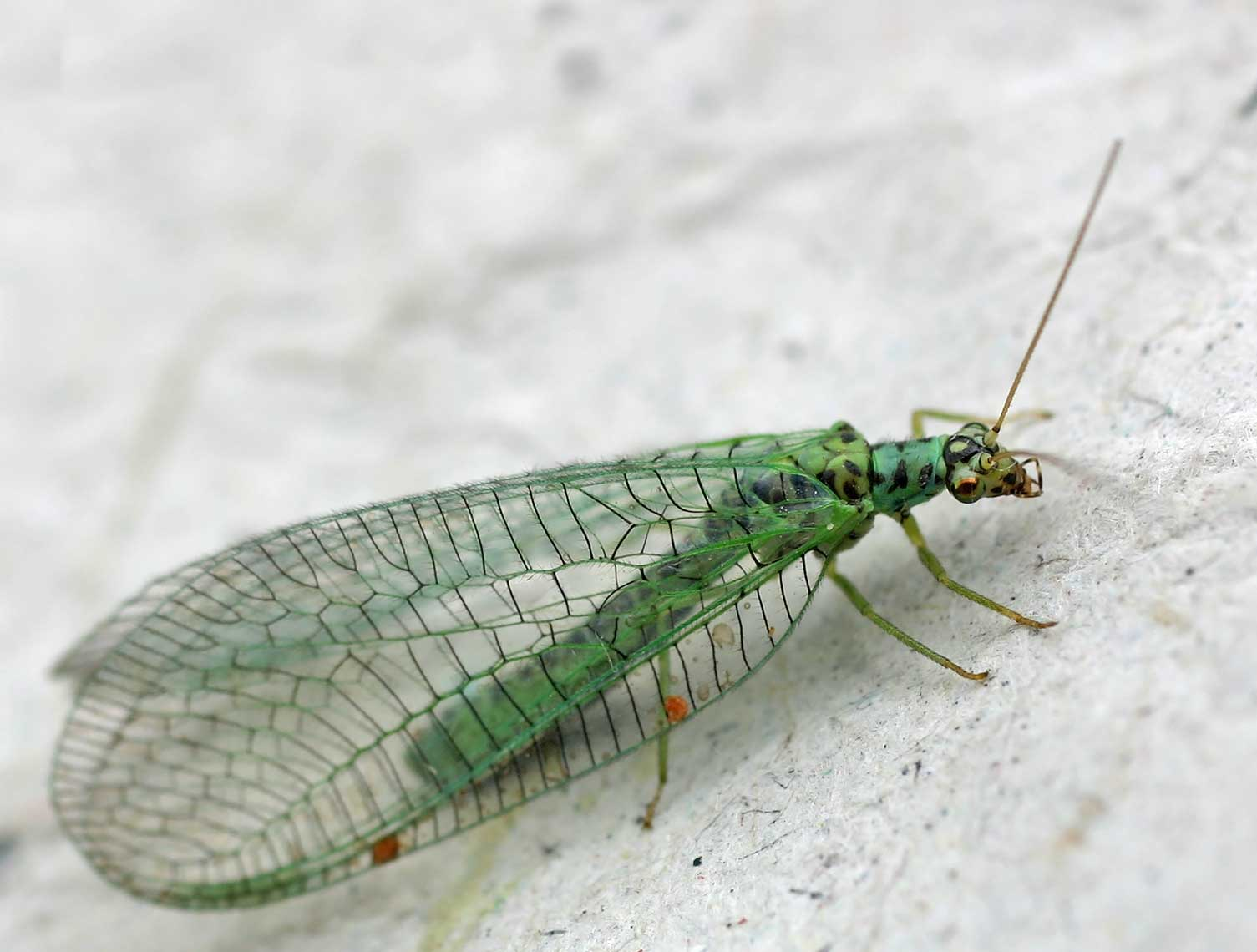
Chrysopa perla

Rodzaj Chrysopa sensu stricto obejmuje ponad 50 gatunków. W Polsce występują:
- Chrysopa abbreviata
- Chrysopa commata
- Chrysopa dasyptera
- Chrysopa dorsalis
- Chrysopa formosa
- Chrysopa hummeli
- Chrysopa nigricostata
- Chrysopa pallens
- Chrysopa perla
- Chrysopa phyllochroma
- Chrysopa viridana